# Richard M. Burr

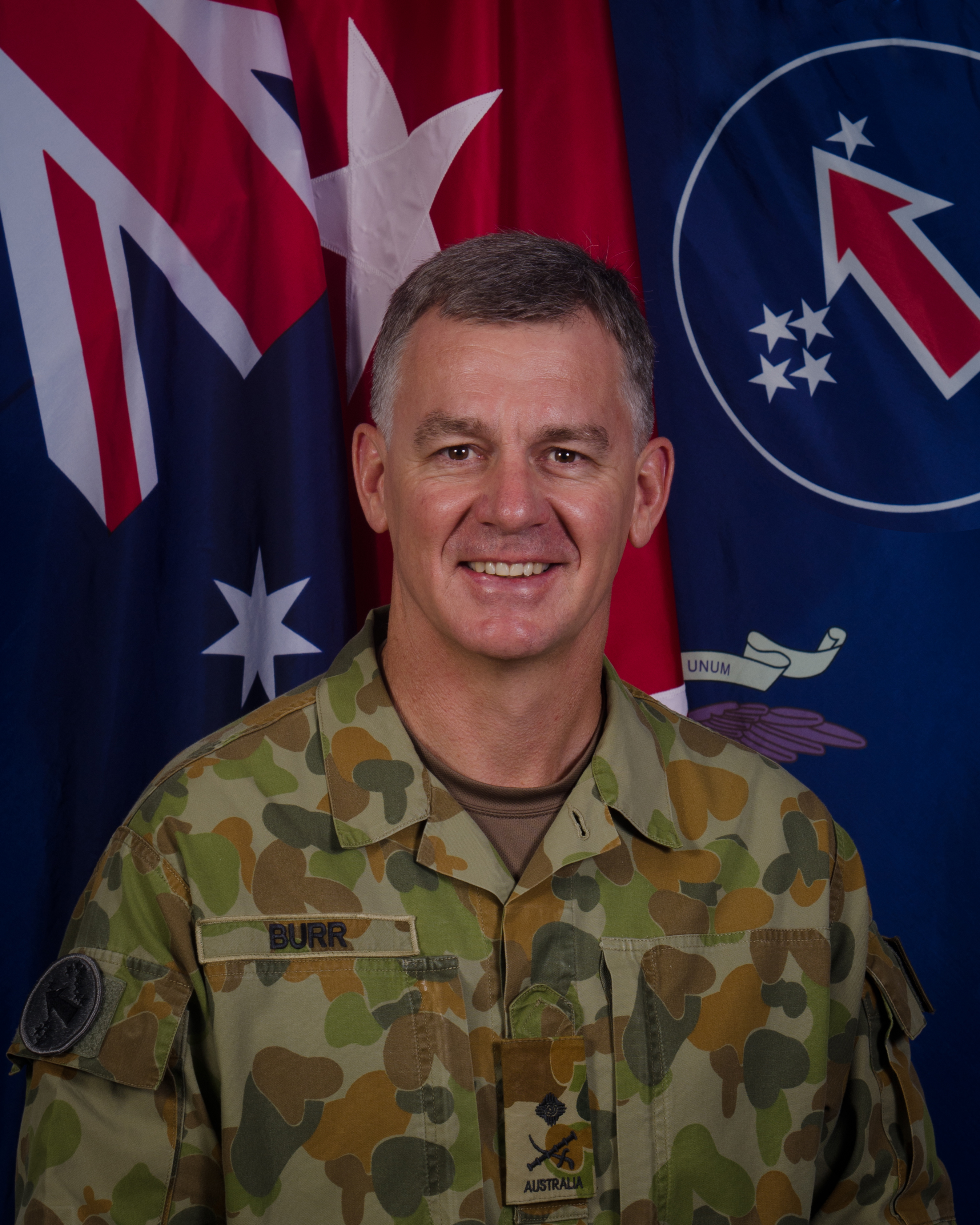
Richard Burr als stellvertretender Befehlshaber der USARPAC (2013)

Richard „Rick“ Maxwell Burr (* 2. Juni 1964 in Renmark, Australien) ist ein Generalleutnant des australischen Heeres. Er war vom 2. Juli 2018 bis 1. Juli 2022 dessen Generalstabschef. 
Ab Januar 2015 war Burr bereits stellvertretender Generalstabschef des Heeres, zuvor diente er vom 17. Januar 2013 an als einer von fünf stellvertretenden Befehlshabern der United States Army Pacific (USARPAC), einem Hauptkommando der US Army (USA) mit Sitz in Fort Shafter, Hawaii; er war der erste Angehörige einer ausländischen Streitkraft, der in der US Army Dienst in leitender Funktion tat.

## Ausbildung und Karriere
Burr begann seinen Dienst in den australischen Streitkräften im Jahr 1985 nach einem Studium am Royal Military College Duntroon, Canberra, wo er einen Bachelor- und einen Masterabschluss in Militärwissenschaften erworben hatte, als Zugführer im 8th/9th Battalion des Royal Australian Regiment.
Während des größten Teils seiner Karriere diente Burr in den australischen Spezialkräften; von 2002 an kommandierte er australische Truppen in Afghanistan, im Jahr 2003 dann während der Operation Falconer auch im Irak.
Um die Zusammenarbeit mit ihren Partnern im pazifischen Raum zu stärken, beschloss die US Army 2012, Offiziere verbündeter Streitkräfte in die Führung ihrer Hauptkommandos zu involvieren; im Februar 2013 wurde mit Burr dann erstmals ein Angehöriger der australischen Armee auf eine von fünf Stellvertreterpositionen des Befehlshabers der USARPAC (Deputy Commanding General – Operations) berufen. Diese Position gab Burr im Januar 2015 an den ebenfalls aus Australien stammenden Generalmajor Gregory Bilton ab und übernahm seinerseits die des stellvertretenden Generalstabschefs des australischen Heeres. Am 2. Juli 2018 wurde Burr als Nachfolger von Generalleutnant Angus Campbell zum Generalstabschef des Heeres ernannt. Mit seinem Eintritt in den Ruhestand zum 1. Juli 2022 wurde er von Generalleutnant Simon Stuart an der Spitze des Heeres abgelöst.

### Auszeichnungen (Auswahl)
- Distinguished Service Cross
- Officer of the Order of Australia
- Member of the Royal Victorian Order
- Legion of Merit
- Bronze Star

Burr trägt außerdem den Titel eines „Stallmeisters Ihrer königlichen Hoheit Elisabeth II.“ (engl. “Equerry to Her Majesty Queen Elizabeth II.”).